# Haudersmühle
Haudersmühle ist ein Gemeindeteil der Gemeinde Michelau im Steigerwald im unterfränkischen Landkreis Schweinfurt in Bayern.

## Geographische Lage
Die Einöde liegt in der Gemarkung Michelau an der Volkach, im äußersten Westen des Michelauer Gemeindegebietes. In einiger Entfernung befindet sich im Norden Hundelshausen, im Nordosten liegt Prüßberg. Der Osten und Südosten wird von Michelau eingenommen. Im Westen beginnt die Gemarkung der Gemeinde Dingolshausen, die Ortsteile Volkachsmühle und Mittelmühle, ebenfalls am Volkachbach, liegen der Haudersmühle am nächsten.
Nächstgelegene größere Städte sind Gerolzhofen mit einer Entfernung von etwa 5 Kilometern und Haßfurt, das ungefähr 15 Kilometer entfernt ist.

## Geschichte
Die Haudersmühle wurde erstmals im 14. Jahrhundert erwähnt. Sie wurde zugleich als Getreide- und Sägemühle genutzt und erhielt ihren Namen davon, dass die Stämme mit Pferdegespannen aus den Wäldern transportiert, „gehaudert“, werden mussten. Im Jahr 1856 übernahm die Familie Finster die Mühle. Drei Generationen lang bewirtschaftete sie die Mühle, ehe sie Ferdinand Finster 1956 stilllegen musste. Heute werden die Gebäude als Wohnhaus genutzt.

## Baudenkmäler
An die Mühle erinnern nur noch zwei in eine Mauer eingelassene Mühlsteine. Daneben errichteten die Haudersmüller im 18. Jahrhundert eine kleine Feldkapelle als schlichten Satteldachbau. Außerdem befindet sich ein Bildstock des Jahres 1519 mit der Kreuzigung Christi in seinem Aufsatz auf der Flur der Mühle. Auf der Rückseite sind die Heiligen Laurentius und Christoph dargestellt. Ein Bischof und eine Heilige bilden die Seitenfiguren.